# Флавивируси
Флавивирусите (Flaviviridae) са семейство РНК вируси, които се разпространяват предимно, чрез вектори артроподи (главно кърлежи и комари). Семейството получава името си от вируса причинител на жълтата треска. На латински flavus означава жълт цвят. Жълтата треска от своя страна е получила името си поради склонността да причинява жълтеница в поразените от нея жертви.
Семейстото включва три рода:
- Род Flavivirus представителите му са причинители на жълта треска, западнонилска треска, денге, както и още 67 вируса установени при хора и животни.
- Род Hepacivirus типичен представител на рода е причинителя на хепатит C.
- Род Pestivirus включва причинителят на Мукозна болест - вирусна диария при говедата, класическата чума по свинете и други